# Eudistoma pratulum
Eudistoma pratulum är en sjöpungsart som beskrevs av Kott 1990. Eudistoma pratulum ingår i släktet Eudistoma och familjen Polycitoridae. Inga underarter finns listade i Catalogue of Life.